# Animasia
Pour les articles homonymes, voir Animasia (homonymie).
Animasia est une émission de télévision française pour la jeunesse diffusée sur Canal+ de 2000 à 2001.